# Paralympische Zomerspelen 1980
De VIe Paralympische Spelen, destijds de Olympische Spelen voor gehandicapten genoemd, werden in 1980 gehouden in Arnhem, Nederland. De Sovjet-Unie, dat de Olympische Spelen van dat jaar was toegewezen, wilde niet ook de Spelen voor gehandicapten organiseren, omdat gehandicapten in een socialistische utopie (zoals de Sovjet-Unie zichzelf zag) niet zouden bestaan. De Spelen werden gehouden van 21 juni tot en met 5 juli 1980. Uit 42 deelnemende landen namen 2500 atleten deel, in 18 takken van sport. Zuid-Afrika mocht niet deelnemen, vanwege een internationale sportboycot tegen apartheid. De Spelen werden geopend door H.K.H Prinses Margriet.
De naam "Olympisch" werd na de Spelen van Arnhem gewijzigd in Paralympisch. Het IOC maakte bezwaar tegen het gebruik van de naam Olympisch, omdat het alleenrecht heeft op die naam.

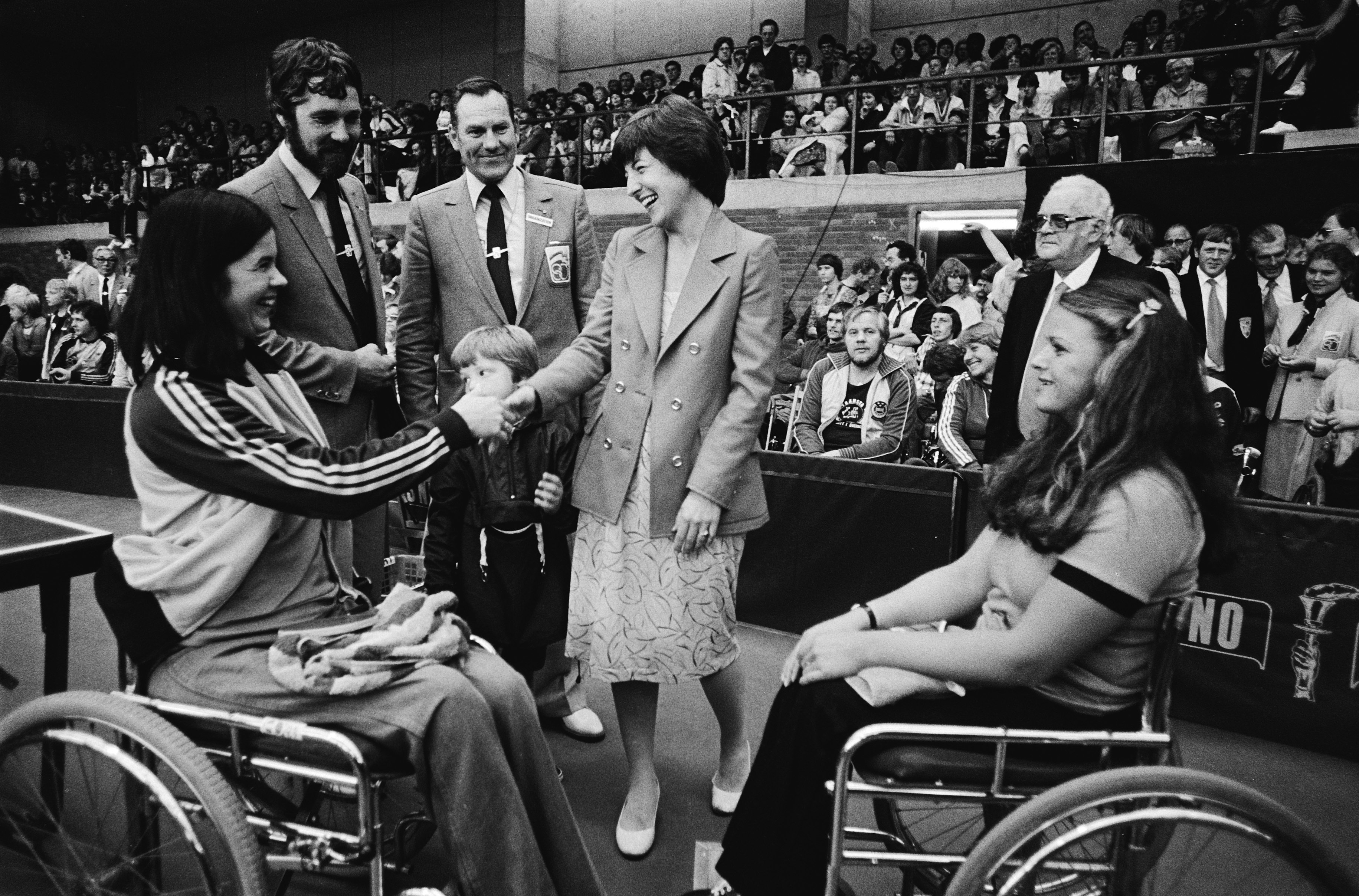
Prinses Margriet en Prins Floris bij de Olympische Spelen voor gehandicapten

De gehandicapte atleten werden onderverdeeld in vier verschillende categorieën handicap:
- Para- en tetraplegics (de rolstoelatleten)
- Geamputeerden
- Blinden
- Spastische atleten (Cerebral Palsy). Deze laatste categorie nam voor het eerst deel aan de Paralympics.

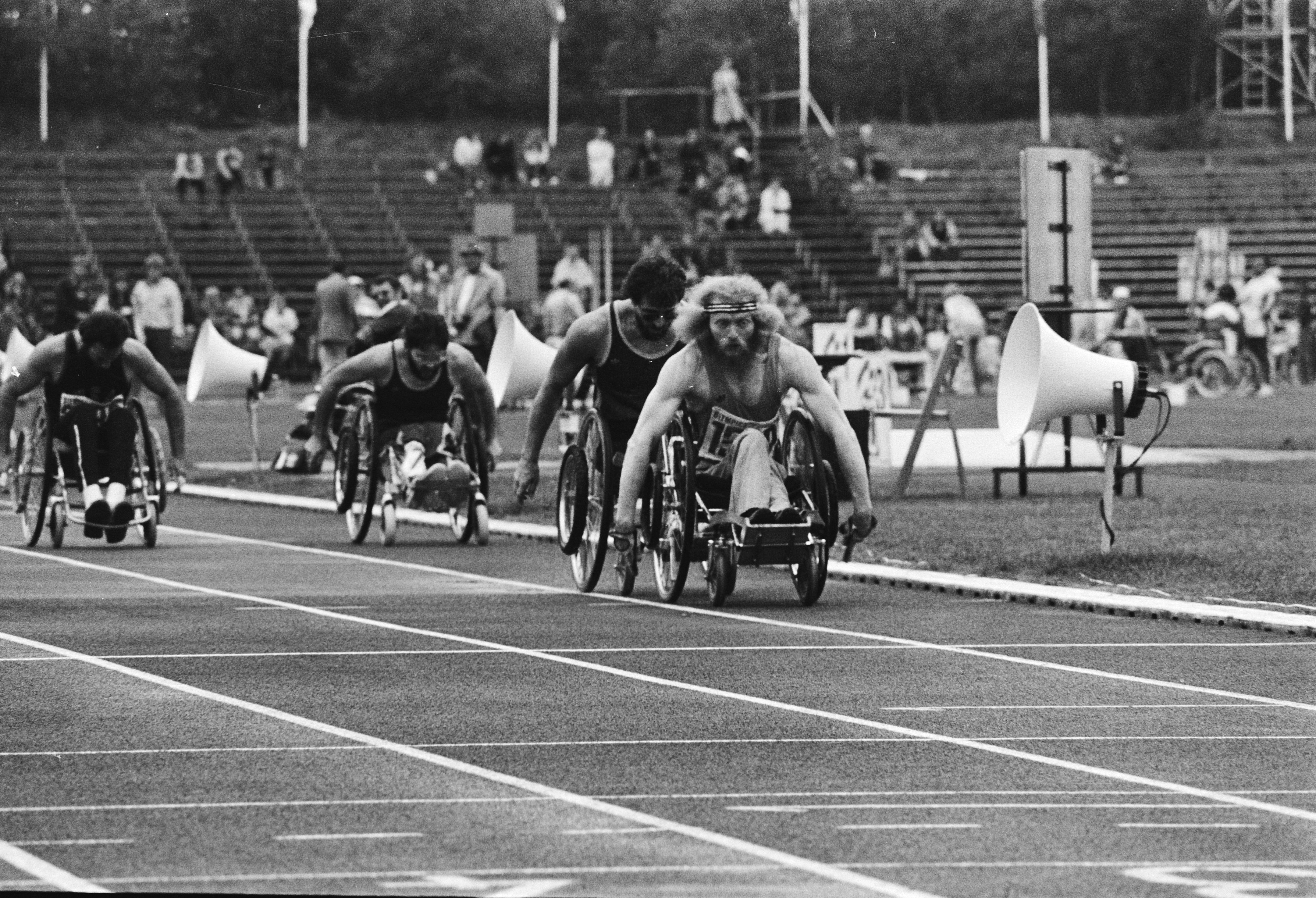
Rolstoelatleten in actie op de 800 meter rolstoelrace tijdens de Olympische Spelen voor gehandicapten

Op deze Paralympische Spelen werd voor de eerste keer het in Nederland zo populaire zitvolleybal toegelaten. Het Nederlandse team veroverde de gouden medaille. De Nederlander Pieter Joon nam het initiatief om een internationale Volleybal Organisatie voor gehandicapten op te richten de WOVD (World Organisation Volleyball for Disabled).
Het zwemonderdeel vond plaats in het Valleibad in Veenendaal. De andere evenementen werden allemaal in Arnhem gehouden.

## Medaillespiegel
Het IPC stelt officieel geen medaillespiegel op, maar geeft desondanks een medailletabel ter informatie. In de spiegel wordt eerst gekeken naar het aantal gouden medailles, vervolgens de zilveren medailles en tot slot de bronzen medailles.
De onderstaande tabel geeft de top-10, aangevuld met België. In de tabel heeft het gastland een blauwe achtergrond.
| Plaats | Land                     | NPC | Goud | Zilver | Brons | Totaal |
| 1      | Verenigde Staten         | USA | 75   | 66     | 54    | 195    |
| 2      | Polen                    | POL | 75   | 50     | 52    | 177    |
| 3      | Bondsrepubliek Duitsland | FRG | 68   | 48     | 46    | 162    |
| 4      | Canada                   | CAN | 64   | 35     | 31    | 130    |
| 5      | Groot-Brittannië         | GBR | 47   | 32     | 21    | 100    |
| 6      | Nederland                | NED | 33   | 31     | 36    | 100    |
| 7      | Zweden                   | SWE | 31   | 36     | 24    | 91     |
| 8      | Frankrijk                | FRA | 28   | 26     | 31    | 85     |
| 9      | Mexico                   | MEX | 20   | 16     | 6     | 42     |
| 10     | Noorwegen                | NOR | 15   | 13     | 8     | 36     |
|        |                          |     |      |        |       |        |
| 13     | België                   | BEL | 13   | 12     | 17    | 42     |

## Deelnemende landen
De volgende 42 Nationaal Paralympisch Comités werden tijdens de Spelen door een of meerdere sporters vertegenwoordigd: